# The Wonderland Tour 2005
The Wonderland Tour 2005 es el primer DVD de la banda británica McFly. Fue filmado durante su concierto en el MEN Arena de Mánchester, en el que interpretaron canciones de sus dos primeros álbumes de estudio, Room on the 3rd Floor y Wonderland. También contiene un documental de unos 20 minutos que trata sobre la gira de la banda en el año 2005.
Con motivo de la gira se realizaron arreglos musicales especiales puesto que la banda contó con una orquesta completa de 60 piezas. En la canción «Ultraviolet», la totalidad de las luces del escenario se vuelven color ultravioleta. Durante la canción «That Girl» unas enormes piernas de mujer inchables invaden la escena, mientras que durante «I Wanna Hold You» el fuego toma el protagonismo. Además, McFly versiona «American Idiot» de Green Day y «Pinball Wizard» de The Who.

## Lista de canciones[2]
| N.º | Título                                 | Escritor(es)                                                                       | Duración |  |
| 1.  | «Intro»                                |                                                                                    | 2:28     |  |
| 2.  | «I've Got You»                         | Tom Fletcher, Danny Jones, Graham Gouldman                                         | 3:16     |  |
| 3.  | «Nothing»                              | Tom Fletcher, Danny Jones, Dougie Poynter                                          | 4:14     |  |
| 4.  | «Obviously»                            | Tom Fletcher, Danny Jones, James Bourne                                            | 4:09     |  |
| 5.  | «Ultraviolet»                          | Tom Fletcher, Danny Jones                                                          | 5:00     |  |
| 6.  | «Too Close for Comfort»                | Tom Fletcher, Danny Jones, Dougie Poynter                                          | 5:10     |  |
| 7.  | «That Girl»                            | Tom Fletcher, Danny Jones, James Bourne                                            | 5:33     |  |
| 8.  | «Diarrhoea»                            | Dougie Poynter                                                                     | 1:30     |  |
| 9.  | «Silence is a Scary Sound»             | Dougie Poynter                                                                     | 3:25     |  |
| 10. | «She Falls Asleep (Part 1)»            | Tom Fletcher                                                                       | 2:01     |  |
| 11. | «She Falls Asleep (Part 2)»            | Tom Fletcher                                                                       | 5:11     |  |
| 12. | «Interludio»                           |                                                                                    | 3:49     |  |
| 13. | «Unsaid Things»                        | Tom Fletcher, Danny Jones, Dougie Poynter, Harry Judd, James Bourne                | 4:28     |  |
| 14. | «The Ballad of Paul K»                 | Tom Fletcher, Danny Jones, Dougie Poynter                                          | 4:43     |  |
| 15. | «Don't Know Why»                       | Danny Jones, Vicky Jones                                                           | 4:53     |  |
| 16. | «5 colours in her hair/American Idiot» | Tom Fletcher, Danny Jones, James Bourne/Billie Joe Armstrong, Mike Dirnt, Tré Cool | 5:06     |  |
| 17. | «Pinball Wizard»                       | Pete Townshend                                                                     | 3:28     |  |
| 18. | «Room on the 3rd Floor»                | Tom Fletcher, Danny Jones                                                          | 6:15     |  |
| 19. | «Memory Lane»                          | Tom Fletcher, James Bourne                                                         | 5:54     |  |
| 20. | «All About You»                        | Tom Fletcher                                                                       | 3:41     |  |
| 21. | «I'll be ok»                           | Tom Fletcher, Danny Jones, Dougie Poynter                                          | 3:49     |  |
| 22. | «I Wanna Hold You»                     | Tom Fletcher, Danny Jones, Dougie Poynter                                          | 4:03     |  |

Material extra
- Rocking and Dimming (documental) – 20:00
- Galería de imágenes

## Fechas de la gira
| Fecha            | Ciudad     | País              | Lugar             |
| ---------------- | ---------- | ----------------- | ----------------- |
| 15 de septiembre | Birmingham | Inglaterra        | Birmingham NEC    |
| 17 de septiembre | Birmingham | Inglaterra        | Birmingham NEC    |
| 18 de septiembre | Birmingham | Inglaterra        | Birmingham NEC    |
| 20 de septiembre | Sheffield  | Inglaterra        | Sheffield Arena   |
| 21 de septiembre | Sheffield  | Inglaterra        | Sheffield Arena   |
| 23 de septiembre | Manchester | Inglaterra        | Manchester Arena  |
| 24 de septiembre | Manchester | Inglaterra        | Manchester Arena  |
| 25 de septiembre | Newcastle  | Inglaterra        | Newcastle Arena   |
| 27 de septiembre | Nottingham | Inglaterra        | Nottingham Arena  |
| 29 de septiembre | Londres    | Inglaterra        | Wembley Arena     |
| 1 de octubre     | Londres    | Inglaterra        | Wembley Arena     |
| 2 de octubre     | Londres    | Inglaterra        | Wembley Arena     |
| 4 de octubre     | Glasgow    | Escocia           | Glasgow SECC      |
| 5 de octubre     | Glasgow    | Escocia           | Glasgow SECC      |
| 6 de octubre     | Glasgow    | Escocia           | Glasgow SECC      |
| 8 de octubre     | Dublín     | Irlanda           | Dublin Point      |
| 9 de octubre     | Belfast    | Irlanda del Norte | Belfast Odyssey   |
| 11 de octubre    | Cardiff    | Gales             | Cardiff CIA Arena |
| 12 de octubre    | Nottingham | Inglaterra        | Nottingham Arena  |

## Posicionamento en las listas de ventas
| Lista de ventas       | Posición más alta | Certificación |
| --------------------- | ----------------- | ------------- |
| Official UK DVD Chart | 1                 | -             |